# Güterbim

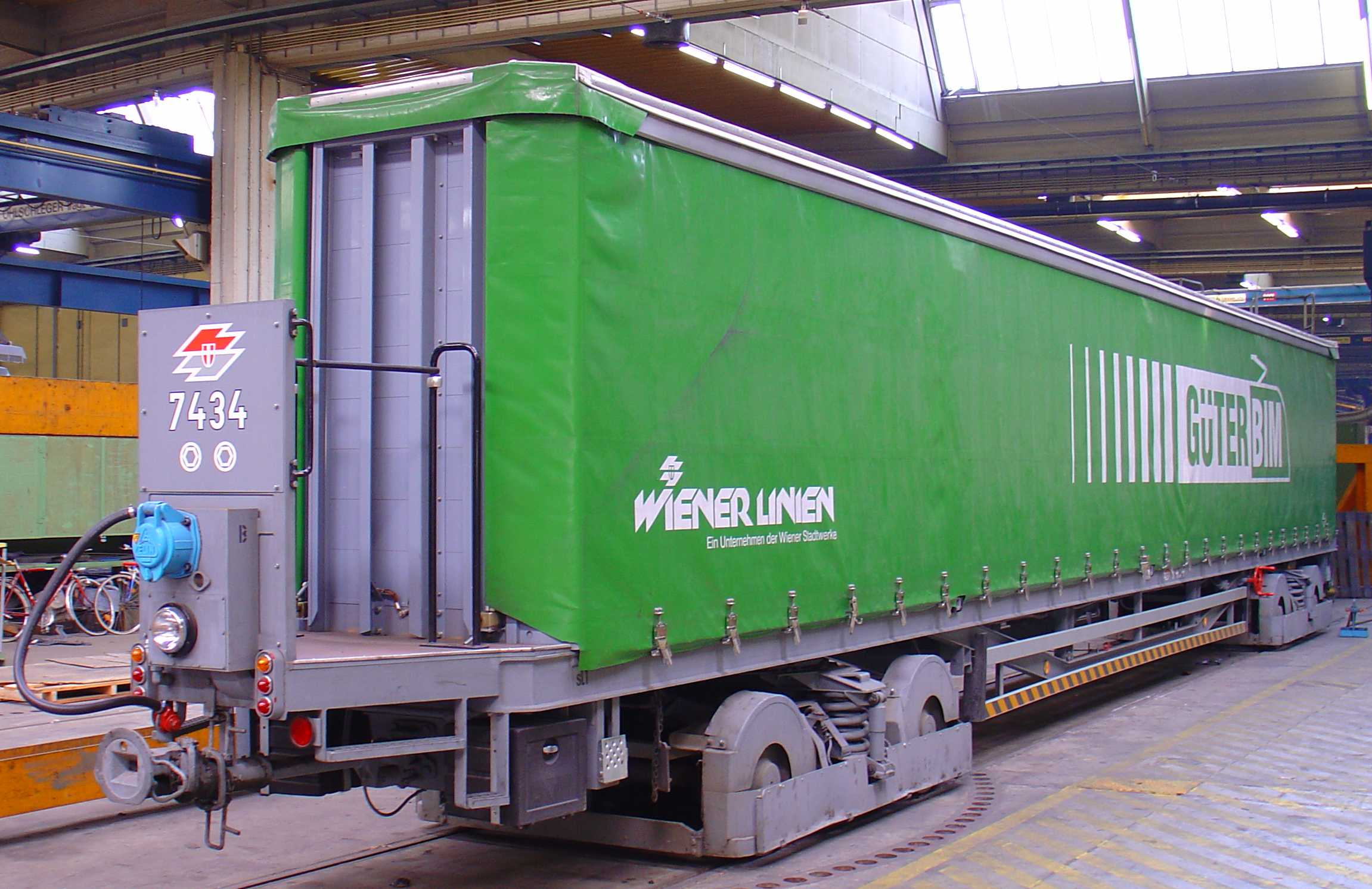
Güterbim in der Hauptwerkstätte der Wiener Linien

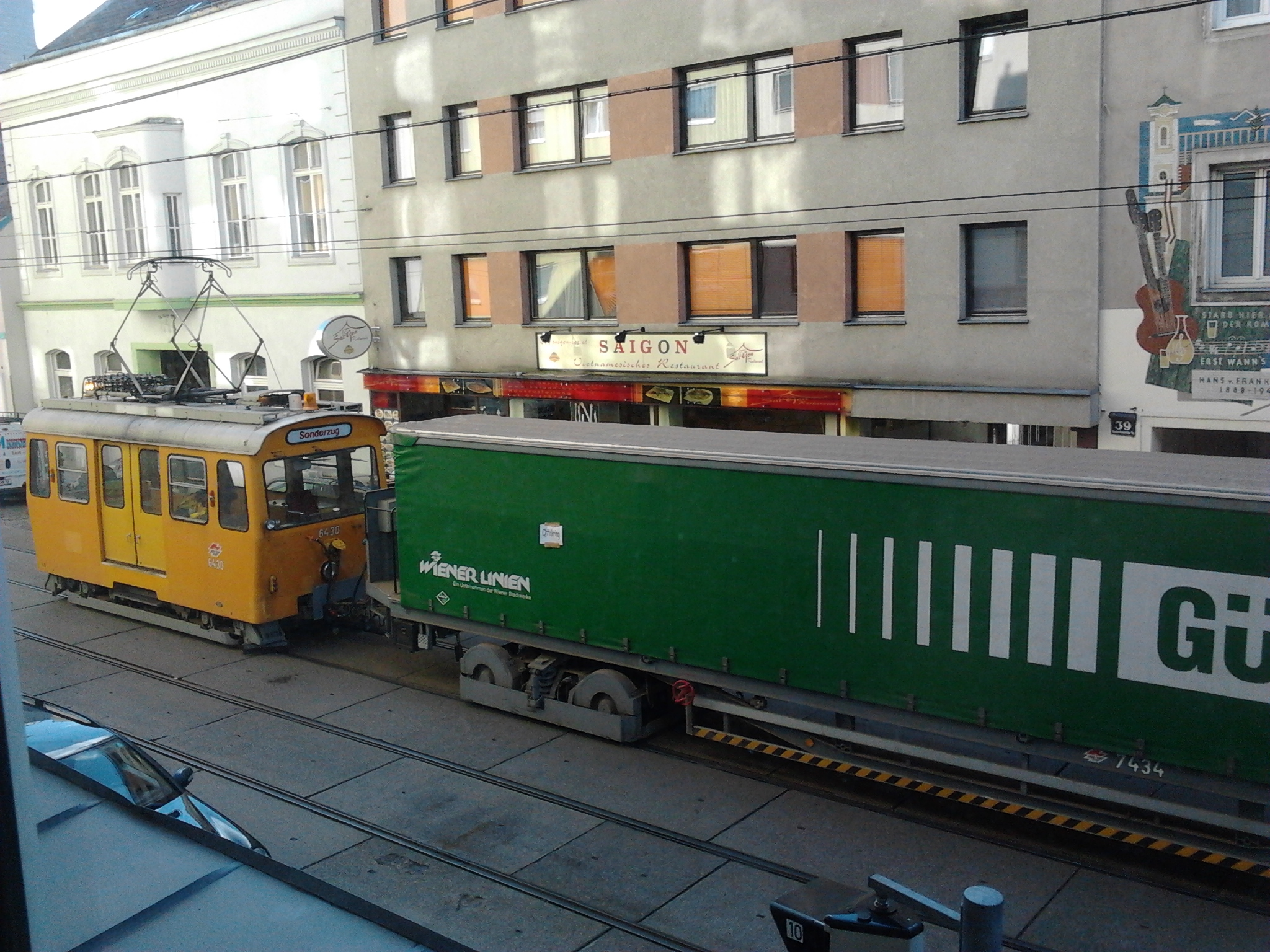
Güterbim mit Zugfahrzeug und Anhänger

GüterBim bezeichnete ein Versuchsprojekt der Wiener Linien mit den Partnern TINA Vienna, VIENNA CONSULT und den Wiener Lokalbahnen AG, bei dem ausgewählter Güterverkehr von Ende 2004 bis Mitte 2007, nach über 50 Jahren, wieder auf die Gleise der Straßenbahn gebracht wurde. Der offizielle Titel des vom österreichischen Bundesministerium für Verkehr, Innovation und Technologie (BMVIT) im Rahmen der Programmschiene I2 (Intelligente Infrastruktur) lautet: „Güterbeförderung im Stadtgebiet auf bestehender ÖPNV-Infrastruktur“.
Im Verlauf des im August 2004 begonnenen Projekts wurden die Infrastruktur, der Fahrzeugpark und die organisatorisch-rechtlich-logistischen Bedingungen für einen Probebetrieb im Werksverkehr untersucht. Dies war deswegen notwendig, da die Wiener Straßenbahn weitgehend im Straßenraum verläuft und daher schienengebundener Güterverkehr nicht nur mit dem Personentransport, sondern auch mit den Anliegen des Autoverkehrs zu verknüpfen ist. Konkret heißt das, dass etwa das gesamte Gleisnetz auf die Möglichkeit von Transporten mit schienengebundenen Güterfahrzeugen (z. B. Containertransporte) und die Möglichkeit der Verknüpfung mit der Vollbahn untersucht wurde. Auch der gesamte Sonderfahrzeugpark wurde auf mögliche Verwendung untersucht und das geltende Recht hinsichtlich schienengebundener Transporte (Laden im Straßenraum) analysiert.
Im Mai 2005 wurde der Demonstrationsbetrieb in Wien durchgeführt.
Versuchsweise wurden für kurze Zeit Betriebsbahnhöfe der Wiener Linien im Werksverkehr mit Gütern des täglichen Bedarfs (Fahrersitze, Radreifen, Batterien u. ä.) per Straßenbahn versorgt. Dabei kam eine Zugeinheit bestehend aus einem LH (Zugfahrzeug) und einem Anhänger der Type sl1 (vormaliger Schienentransporter) zum Einsatz. Der Anhänger wurde im Rahmen des Projekts in der Hauptwerkstätte der Wiener Linien speziell für die Gütertransporte adaptiert und mit einer Plane versorgt. Auch eine Umstellung der Drehgestelltransporte auf Güterbim war vorgesehen. Mit mehreren Handelsbetrieben, einer Spedition und einem großen kommunalen Ver- bzw. Entsorger wurde über betriebswirtschaftliche Konzepte verhandelt.
Im August 2005 begannen die Wiener Linien mit den ersten Fahrten, die aber nur innerbetriebliche Transporte darstellten. Dabei wurde das Nebeneinander des Personen- und Güterverkehrs erfolgreich getestet. Am 1. Jänner 2006 startete das Projekt GüterBim-Telematik, bei dem es vor allem um die operative Vernetzung der Logistik-, Bestell- und Betriebsleitsysteme ging.
Am 30. Juni 2007 wurde das Projekt plangemäß beendet. Die Erkenntnisse der Projekte GüterBim und GüterBim-Telematik wurden in Berichtsform dem Bundesministerium für Verkehr, Innovation und Technologie bzw. der Forschungsförderungsgesellschaft übergeben.